# Alice Merton
Alice Merton (ur. 13 września 1993 we Frankfurcie nad Menem) – niemiecko-kanadyjsko-irlandzka piosenkarka, kompozytorka i autorka tekstów piosenek. W 2017 r. zyskała popularność dzięki swojemu debiutanckiemu singlowi pt. „No Roots”.

## Biografia
Jej ojciec jest Irlandczykiem, matka pochodzi z Niemiec. Urodziła się we Frankfurcie nad Menem, jednak dzieciństwo spędziła w Kanadzie. W wieku 13 lat powróciła do Niemiec. W 2013 r. ukończyła studia na Popakademie Baden-Württemberg w Mannheim. W ciągu swojego życia przeprowadzała się wielokrotnie; po studiach mieszkała kolejno w Monachium, Kolonii, Anglii, Augsburgu i Berlinie. Założyła wytwórnię płytową Paper Plane Records.
Pod koniec 2016 roku Alice wydała swój pierwszy singiel „No Roots”. Był on notowany w czołówce list przebojów w Austrii, Francji, oraz w Niemczech. Pokrył się platyną w tych krajach. Na początku lutego 2017 wydała swój debiutancki minialbum zatytułowany No Roots.
Debiutancki, długogrający album Alice zatytułowany Mint został wydany 18 stycznia 2019. 7 września nastąpiła premiera singla Alice „Why So Serious”. Drugim oficjalnym singlem z płyty został utwór "Funny Business", który miał swoją premierę 30 listopada.
We wrześniu 2019 dołączyła do niemieckiego The Voice jako trenerka w 9 edycji.

## Dyskografia

### Albumy
| Rok  | Dane dot. albumu                                                                                       | Najwyższe pozycje na listach | Najwyższe pozycje na listach | Najwyższe pozycje na listach | Najwyższe pozycje na listach | Najwyższe pozycje na listach |
| Rok  | Dane dot. albumu                                                                                       | US Heat.                     | GER                          | AUT                          | ITA                          | SWI                          |
| ---- | --- | ---------------------------- | ---------------------------- | ---------------------------- | ---------------------------- | ---------------------------- |
| 2019 | Mint - Wydany 18 stycznia 2019 - Wytwórnia: Paper Planes, Mom + Pop - Format: CD, LP, digital download | 3                            | 2                            | 19                           | 62                           | 21                           |

#### Reedycje
| Rok  | Dane dot. albumu                                                                               |
| ---- | ---------------------------------------------------------------------------------------------- |
| 2019 | Mint +4 - Wydany 18 października 2019 - Wytwórnia: Paper Planes - Format: CD, digital download |

### Minialbumy
| Rok  | Dane dot. albumu                                                                                         | Najwyższe pozycje na listach | Najwyższe pozycje na listach | Najwyższe pozycje na listach | Najwyższe pozycje na listach |
| Rok  | Dane dot. albumu                                                                                         | US                           | US Heat.                     | US Rock                      | US Alt.                      |
| ---- | --- | ---------------------------- | ---------------------------- | ---------------------------- | ---------------------------- |
| 2017 | No Roots - Wydany: 3 lutego 2017 - Wytwórnia: Paper Planes, Mom + Pop - Format: CD, LP, digital download | 171                          | 4                            | 30                           | 14                           |
| 2017 | Spotify Live - Wydany: 16 lipca 2017 - Wytwórnia: Paper Planes - Format: Streaming                       | –                            | –                            | –                            | –                            |

### Single
| Rok                                                      | Tytuł                    | Najwyższe pozycje na listach | Najwyższe pozycje na listach | Najwyższe pozycje na listach | Najwyższe pozycje na listach | Najwyższe pozycje na listach | Najwyższe pozycje na listach | Najwyższe pozycje na listach | Najwyższe pozycje na listach | Najwyższe pozycje na listach | Najwyższe pozycje na listach | Najwyższe pozycje na listach | Najwyższe pozycje na listach | Najwyższe pozycje na listach | Certyfikaty | Album    |
| Rok                                                      | Tytuł                    | GER                          | AUT                          | BEL (FL)                     | BEL (WA)                     | CAN                          | CRO                          | FRA                          | ITA                          | POL                          | SWI                          | UK                           | US                           | US Alt.                      | Certyfikaty | Album    |
| -------------------------------------------------------- | ------------------------ | ---------------------------- | ---------------------------- | ---------------------------- | ---------------------------- | ---------------------------- | ---------------------------- | ---------------------------- | ---------------------------- | ---------------------------- | ---------------------------- | ---------------------------- | ---------------------------- | ---------------------------- | --- | -------- |
| 2016                                                     | „No Roots”               | 2                            | 3                            | –                            | –                            | 97                           | 8                            | 41                           | 7                            | 9                            | 12                           | 52                           | 84                           | 1                            | - GER: 3× złota płyta - AUT: platynowa płyta - FRA: platynowa płyta - ITA: 2× platynowa płyta - POL: platynowa płyta - SWI: platynowa płyta - UK: srebrna płyta - US: złota płyta | Mint     |
| 2017                                                     | „Hit the Ground Running” | –                            | –                            | –                            | –                            | –                            | –                            | –                            | –                            | –                            | –                            | –                            | –                            | –                            | | No Roots |
| 2018                                                     | „Lash Out”               | –                            | –                            | –                            | –                            | –                            | 65                           | –                            | 66                           | –                            | –                            | –                            | –                            | 16                           | - ITA: złota płyta | Mint     |
| 2018                                                     | „Why So Serious”         | –                            | 60                           | –                            | –                            | –                            | –                            | –                            | –                            | –                            | –                            | –                            | –                            | –                            | | Mint     |
| 2018                                                     | „Funny Business”         | –                            | –                            | –                            | –                            | –                            | –                            | –                            | –                            | –                            | –                            | –                            | –                            | 35                           | | Mint     |
| 2019                                                     | „Learn to Live”          | –                            | –                            | –                            | –                            | –                            | –                            | –                            | –                            | –                            | –                            | –                            | –                            | –                            | | Mint     |
| 2019                                                     | „Easy”                   | –                            | –                            | –                            | –                            | –                            | –                            | –                            | –                            | –                            | –                            | –                            | –                            | –                            | | Mint +4  |
| 2021                                                     | „Vertigo”                | –                            | –                            | –                            | –                            | –                            | –                            | –                            | –                            | –                            | –                            | –                            | –                            | –                            | | TBA      |
| „–” oznacza, że singel nie był notowany na danej liście. |                          |                              |                              |                              |                              |                              |                              |                              |                              |                              |                              |                              |                              |                              | |          |

### Występy gościnne
| Rok  | Tytuł                 | Pozostali artyści | Album        |
| ---- | --------------------- | ----------------- | ------------ |
| 2018 | „Half As Good As You” | Tom Odell         | Jubilee Road |
| 2020 | „The Best”            | Awolnation        | –            |